# Valdivia (geslacht)
Valdivia is een geslacht van kreeftachtigen uit de klasse van de Malacostraca (hogere kreeftachtigen).

## Soorten
- Valdivia camerani (Nobili, 1896)
- Valdivia cururuensis Bott, 1969
- Valdivia novemdentata (Pretzmann, 1968)
- Valdivia serrata White, 1847